# شهرستان باکائو
شهرستان باکائو (به لاتین: Bacău County) یک județ در رومانی است که در رومانی واقع شده‌است.

## خصوصیات
شهرستان باکائو ۶٬۶۲۱ کیلومترمربع مساحت و ۶۱۶٬۱۶۸ نفر جمعیت دارد.